# Garðabær
Garðabær (is. Garðahreppur) è un comune islandese della regione di Höfuðborgarsvæðið. Al 2007 la sua popolazione era di 10 000 abitanti.
Nel 2012 il comune ha inglobato il comune limitrofo di Álftanes a causa dei debiti accumulati da quest'ultimo. Tale fusione è stata approvata tramite referendum nell'ottobre 2012.
Nel comune ha sede uno studio televisivo di 5067 m², che contiene una delle strutture più avanzate d'Europa per l'HDTV. Inoltre si trova l'unico negozio IKEA in Islanda.

## Storia
In origine, quando l'Islanda venne colonizzata nel IX secolo, sull'area dell'odierna Garðabær erano presenti due fattorie. I loro nomi erano Vífilsstaðir e Skúlastaðir. Vífilsstaðir prendeva il nome da Vífill, un ex schiavo di Ingólfur Arnarson, il primo colonizzatore dell'Islanda.

## Geografia fisica
Ci sono molte riserve naturali nella regione dell'Höfuðborgarsvæðið. Il paesaggio, indipendentemente dal punto di Garðabær in cui lo si guarda, è suggestivo: ad ovest è infatti possibile ammirare il ghiacciaio Snæfellsjökull, mentre verso nord si può avere una buona vista di Kópavogur, Reykjavík e, sullo sfondo, della catena montuosa Esja.

## Sport

### Calcio
La città è rappresentata in massima serie islandese dal Ungmennafélagið Stjarnan.

### Football americano
La locale squadra di football americano, la Stjarnan Garðabær ha vinto l'unica edizione del campionato nazionale.

## Amministrazione

### Gemellaggi
- Asker
- Jakobstad
- Eslöv
- Tórshavn
- Birkerød